# Округ Крофорд (Индијана)
Округ Крофорд (енгл. Crawford County) је округ у америчкој савезној држави Индијана.

## Демографија
По попису из 2010. године број становника је 10.713, што је 30 (-0,3%) становника мање 2000. године.
| Група             | 2000.          | 2010.          |
| Белци             | 10.519 (97,9%) | 10.390 (97,0%) |
| Афроамериканци    | 17 (0,2%)      | 24 (0,2%)      |
| Азијати           | 14 (0,1%)      | 20 (0,2%)      |
| Хиспаноамериканци | 100 (0,9%)     | 126 (1,2%)     |
| Укупно            | 10.743         | 10.713         |